# Enrico Caterino Davila
Pour les articles homonymes, voir Davila.
Enrico Caterino Davila (né le 30 octobre 1576 à Piove di Sacco, près de Padoue et mort en juillet 1631 à San Michele Extra (it), aujourd'hui un quartier de Vérone) est un historien italien.

## Biographie
Enrico Caterino Davila naquit le 30 octobre 1576 à Piove di Sacco, village dans le territoire de Padoue. Sa famille, qui avait plusieurs branches, était originaire d’Ávila, en Espagne. 
Il arrive à la cour de France comme page et fut au service militaire français à partir de 1594. En 1599, il retourne en Italie, poursuit ses études à l'université de Padoue, vit quelque temps à Parme  où il devient membre de l'Académie des Innominati , puis entre au service vénitien. La république de Venise lui confie d'importants postes militaires en Crète, en Dalmatie et dans le Frioul. Lors d'un voyage d'affaires, arrivé au bourg de St-Michel suite à un contentieux avec un domestique, il est atteint d'un coup d'arquebuse et tué à l'âge de 55 ans.

## Œuvres

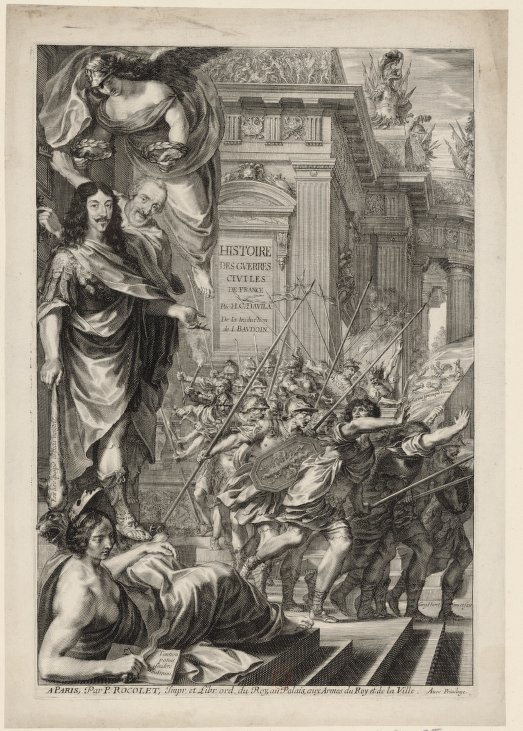
Frontispice de lHistoire des guerres civiles de Davila, dans la traduction de Baudoin. Estampe de Grégoire Huret.

- Theatro del Mondo (non publié, 1598–1599)
- Enrico Caterino Davila, Historia delle guerre civili di Francia, vol. 1, Paris, 1644 (lire en ligne)
- Enrico Caterino Davila, Historia delle guerre civili di Francia, vol. 2, Paris, 1644 (lire en ligne)